# Біг на 60 метрів
Біг на 60 метрів є  спринтерською дисципліною легкої атлетики. Вона входить до програми легкоатлетичних чемпіонатів у приміщенні, в якій домінують зазвичай найкращі бігуни на дистанції 100 метрів. На відкритому повітрі змагання з бігу на 60 метрів проводяться вкрай рідко. На початку 20 століття дисципліна була представлена на літніх Олімпійських іграх 1900 та 1904 років, проте була вилучена з програми змагань наступних Олімпіад.

## Континентальні рекорди в приміщенні
- Станом на 16 березня 2018

| Чоловіки | Чоловіки                  | Чоловіки       | Чоловіки         | Континент                                         | Жінки   | Жінки                                | Жінки                         | Жінки           |
| Час      | Атлет                     | Дата           | Місто            | Континент                                         | Час     | Атлетка                              | Дата                          | Місто           |
| -------- | ------------------------- | -------------- | ---------------- | ------------------------------------------------- | ------- | ------------------------------------ | ----------------------------- | --------------- |
| 6,45     | Леонард Майлс-Міллс (GHA) | 20 лютого 1999 | Колорадо-Спрінгз | Африка                                            | 6,97    | Мюріель Ауре (CIV)                   | 2 березня 2018                | Бірмінгем       |
| 6,42     | Су Бінтянь (CHN)          | 3 березня 2018 | Бірмінгем        | Азія                                              | 7,09    | Сусантіка Джаясінгх (SRI)            | 7 лютого 1999                 | Штутгарт        |
| 6,42     | Двейн Чамберс (GBR)       | 7 березня 2009 | Турин            | Європа                                            | 6,92 WR | Ірина Привалова (RUS)                | 11 лютого 19939 лютого 1995   | Мадрид          |
| 6,34 WR  | Крістіан Коулмен (USA)    | 18 лютого 2018 | Альбукерке       | Північна, Центральна Америка та Карибський басейн | 6,95    | Ґейл Діверс (USA) Меріон Джонс (USA) | 12 березня 19937 березня 1998 | Торонто Маебасі |
| 6,52     | Метью Шрівінгтон (AUS)    | 7 березня 1999 | Маебасі          | Океанія                                           | 7,30    | Саллі Макліллан (AUS)                | 7 лютого 2009                 | Бостон          |
| 6,52     | Жозе Карлус Морейра (BRA) | 13 лютого 2009 | Париж            | Південна Америка                                  | 7,17    | Розанжела Сантус (BRA)               | 13 лютого 2016                | Берлін          |

## 10 найкращих за всі часи в приміщенні
- Станом на 16 березня 2018

### Світ
| Час      | Атлет                     | Дата            | Місто            |
| -------- | ------------------------- | --------------- | ---------------- |
| 6,34 WIR | Крістіан Коулмен (USA)    | 18 лютого 2018  | Альбукерке       |
| 6,37     | Крістіан Коулмен (USA)    | 19 січня 2018   | Клемсон          |
| 6,37     | Крістіан Коулмен (USA)    | 3 березня 2018  | Бірмінгем        |
| 6,39     | Моріс Грін (USA)          | 3 лютого 1998   | Мадрид           |
| 6,39     | Моріс Грін (USA)          | 3 березня 2001  | Атланта          |
| 6,40     | Моріс Грін (USA)          | 27 лютого 1999  | Атланта          |
| 6,40     | Ронні Бейкер (USA)        | 18 лютого 2018  | Альбукерке       |
| 6,41     | Андре Кейсон (USA)        | 14 лютого 1992  | Мадрид           |
| 6,41     | Моріс Грін (USA)          | 1 лютого 1998   | Штутгарт         |
| 6,42     | Моріс Грін (USA)          | 7 березня 1999  | Маебасі          |
| 6,42 AIR | Двейн Чамберс (GBR)       | 7 березня 2009  | Турин            |
| 6,42     | Крістіан Коулмен (USA)    | 18 лютого 2018  | Альбукерке       |
| 6,42 AIR | Су Бінтянь (CHN)          | 3 березня 2018  | Бірмінгем        |
| 6,43     | Тім Харден (USA)          | 7 березня 1999  | Маебасі          |
| 6,44     | Асафа Павелл (JAM)        | 18 березня 2016 | Портленд         |
| 6,45 AIR | Леонард Майлс-Міллс (GHA) | 20 лютого 1999  | Колорадо-Спрінгз |
| 6,45     | Терренс Треммелл (USA)    | 17 лютого 2001  | Покателло        |
| 6,45     | Трелл Кіммонс (USA)       | 26 лютого 2012  | Альбукерке       |
| 6,45     | Бруні Сурін (CAN)         | 13 лютого 1993  | Льєвен           |
| 6,45     | Джастін Гетлін (USA)      | 1 березня 2003  | Бостон           |
| 6,45     | Рональд Поньйон (FRA)     | 13 лютого 2005  | Карлсруе         |

| Час      | Атлетка                       | Дата            | Місто     |
| -------- | ----------------------------- | --------------- | --------- |
| 6,92 WIR | Ірина Привалова (RUS)         | 11 лютого 1993  | Мадрид    |
| 6,92 WIR | Ірина Привалова (RUS)         | 9 лютого 1995   | Мадрид    |
| 6,93     | Ірина Привалова (RUS)         | 13 лютого 1994  | Льєвен    |
| 6,94     | Ірина Привалова (RUS)         | 19 лютого 1995  | Льєвен    |
| 6,95 AIR | Ґейл Діверс (USA)             | 12 березня 1993 | Торонто   |
| 6,95     | Ірина Привалова (RUS)         | 6 лютого 1994   | Відень    |
| 6,95     | Ірина Привалова (RUS)         | 14 лютого 1995  | Москва    |
| 6,95 AIR | Меріон Джонс (USA)            | 7 березня 1998  | Маебасі   |
| 6,96     | Мерлін Отті (JAM)             | 14 лютого 1992  | Мадрид    |
| 6,96     | Ірина Привалова (RUS)         | 11 лютого 1993  | Мадрид    |
| 6,96     | Екатерині Тану (GRE)          | 7 березня 1999  | Маебасі   |
| 6,97     | Лаверн Джонс-Ферретт (ISV)    | 6 лютого 2010   | Штутгарт  |
| 6,97 AIR | Мюріель Ауре (CIV)            | 2 березня 2018  | Бірмінгем |
| 6,98     | Шеллі-Енн Фрейзер-Прайс (JAM) | 9 березня 2014  | Сопот     |
| 6,98     | Елейн Томпсон (JAM)           | 18 лютого 2017  | Бірмінгем |
| 7,00     | Неллі Куман (NED)             | 23 лютого 1986  | Мадрид    |
| 7,00     | Вероніка Кемпбелл-Браун (JAM) | 14 березня 2010 | Доха      |
| 7,00     | Дафне Схіперс (NED)           | 13 лютого 2016  | Берлін    |
| 7,00     | Барбара П'єр (USA)            | 12 березня 2016 | Портленд  |

### Європа
| Час      | Атлет                       | Дата            | Місто     |
| -------- | --------------------------- | --------------- | --------- |
| 6,42 AIR | Двейн Чамберс (GBR)         | 7 березня 2009  | Турин     |
| 6,45     | Рональд Поньйон (FRA)       | 13 лютого 2005  | Карлсруе  |
| 6,46     | Джейсон Гарденер (GBR)      | 7 березня 1999  | Маебасі   |
| 6,46     | Джейсон Гарденер (GBR)      | 15 лютого 2004  | Карлсруе  |
| 6,46     | Двейн Чамберс (GBR)         | 8 березня 2009  | Турин     |
| 6,47     | Лінфорд Крісті (GBR)        | 19 лютого 1995  | Льєвен    |
| 6,47     | Джеймс Дасаолу (GBR)        | 15 лютого 2014  | Бірмінгем |
| 6,48     | Лінфорд Крісті (GBR)        | 1 березня 1994  | Карлсруе  |
| 6,48     | Джейсон Гарденер (GBR)      | 16 лютого 2000  | Мадрид    |
| 6,48     | Джейсон Гарденер (GBR)      | 15 лютого 2004  | Карлсруе  |
| 6,48     | Двейн Чамберс (GBR)         | 13 березня 2010 | Доха      |
| 6,48     | Джеймс Дасаолу (GBR)        | 2 березня 2013  | Гетеборг  |
| 6,48     | Джиммі Віко (FRA)           | 2 березня 2013  | Гетеборг  |
| 6,48     | Джиммі Віко (FRA)           | 15 лютого 2014  | Бірмінгем |
| 6,49     | Колін Джексон (GBR)         | 11 березня 1994 | Париж     |
| 6,49     | Річард Кілті (GBR)          | 8 березня 2014  | Сопот     |
| 6,50     | Хараламбос Пападіас (GRE)   | 7 березня 1997  | Париж     |
| 6,51     | Маріан Воронін (POL)        | 21 лютого 1987  | Льєвен    |
| 6,51     | Віталій Савін (RUS)         | 1 лютого 1992   | Москва    |
| 6,51     | Джейсон Лівінгстон (GBR)    | 8 лютого 1992   | Глазго    |
| 6,51     | Александрос Терціан (GRE)   | 11 березня 1994 | Париж     |
| 6,51     | Даррен Брейтвейт (GBR)      | 10 березня 1995 | Барселона |
| 6,51     | Александрос Геновеліс (GRE) | 25 січня 1998   | Пірей     |
| 6,51     | Георгіос Теодорідіс (GRE)   | 9 лютого 2000   | Пірей     |
| 6,51     | Марк Льюїс-Френсіс (GBR)    | 11 березня 2011 | Лісабон   |
| 6,51     | Майкл Тумі (ITA)            | 17 лютого 2013  | Анкона    |

| Час      | Атлетка                    | Дата            | Місто       |
| -------- | -------------------------- | --------------- | ----------- |
| 6,92 WIR | Ірина Привалова (RUS)      | 11 лютого 1993  | Мадрид      |
| 6,92 WIR | Ірина Привалова (RUS)      | 9 лютого 1995   | Мадрид      |
| 6,93     | Ірина Привалова (RUS)      | 13 лютого 1994  | Льєвен      |
| 6,94     | Ірина Привалова (RUS)      | 19 лютого 1995  | Льєвен      |
| 6,95     | Ірина Привалова (RUS)      | 6 лютого 1994   | Відень      |
| 6,95     | Ірина Привалова (RUS)      | 14 лютого 1995  | Москва      |
| 6,96     | Ірина Привалова (RUS)      | 11 лютого 1993  | Мадрид      |
| 6,96     | Екатерині Тану (GRE)       | 7 березня 1999  | Маебасі     |
| 6,97     | Ірина Привалова (RUS)      | 14 лютого 1992  | Мадрид      |
| 6,97     | Ірина Привалова (RUS)      | 12 березня 1993 | Торонто     |
| 6,97     | Ірина Привалова (RUS)      | 11 лютого 1994  | Мадрид      |
| 6,97     | Ірина Привалова (RUS)      | 12 лютого 1995  | Гент        |
| 7,00     | Неллі Куман (NED)          | 23 лютого 1986  | Мадрид      |
| 7,00     | Дафне Схіперс (NED)        | 13 лютого 2016  | Берлін      |
| 7,03     | Анелія Нунева (BUL)        | 22 лютого 1987  | Льєвен      |
| 7,03     | Муджинга Камбунджі (SUI)   | 17 лютого 2018  | Маглінген   |
| 7,04     | Маріта Кох (GDR)           | 16 лютого 1985  | Зенфтенберг |
| 7,04     | Зільке Мьоллер (GDR)       | 6 березня 1988  | Будапешт    |
| 7,04     | Наталія Сафронникова (BLR) | 21 лютого 2001  | Мінськ      |
| 7,04     | Петя Пендарева (BUL)       | 11 березня 2001 | Лісабон     |
| 7,04     | Марія Болікова (RUS)       | 4 лютого 2006   | Самара      |

### Україна
| Час      | Атлет                     | Дата            | Місто         |
| -------- | ------------------------- | --------------- | ------------- |
| 6,54 NIR | Костянтин Рурак (Зп)      | 29 січня 2004   | Запоріжжя     |
| 6,56     | Анатолій Довгаль (Хрк)    | 22 лютого 2002  | Хемніц        |
| 6,58     | Валерій Борзов (Квм)      | 9 березня 1974  | Гетеборг      |
| 6,58     | Валерій Борзов (Квм)      | 21 лютого 1976  | Мюнхен        |
| 6,58     | Сергій Осович (ІФ)        | 3 лютого 1998   | Мадрид        |
| 6,59     | Валерій Борзов (Квм)      | 8 березня 1975  | Катовиці      |
| 6,59     | Валерій Борзов (Квм)      | 12 березня 1977 | Сан-Себастьян |
| 6,59     | Анатолій Довгаль (Хрк)    | 22 лютого 2002  | Хемніц        |
| 6,59     | Анатолій Довгаль (Хрк)    | 2 березня 2002  | Відень        |
| 6,60     | Владислав Дологодін (Хрк) | 12 лютого 1994  | Київ          |
| 6,60     | Олег Крамаренко (Зп)      | 12 лютого 1994  | Київ          |
| 6,60     | Костянтин Рурак (Зп)      | 7 березня 1997  | Париж         |
| 6,60     | Анатолій Довгаль (Хрк)    | 9 лютого 2002   | Будапешт      |
| 6,60     | Анатолій Довгаль (Хрк)    | 3 березня 2002  | Відень        |
| 6,60     | Віктор Бризгін (Лг)       | 6 лютого 1987   | Пенза         |
| 6,60     | Віктор Бризгін (Лг)       | 8 лютого 1987   | Волгоград     |
| 6,61     | Костянтин Васюков (Днц)   | 29 січня 2004   | Запоріжжя     |
| 6,61     | Костянтин Васюков (Днц)   | 2 лютого 2005   | Самара        |
| 6,61     | Костянтин Васюков (Днц)   | 2 лютого 2005   | Самара        |
| 6,62     | Дмитро Глущенко (Квм)     | 4 лютого 2006   | Самара        |
| 6,64     | Олексій Чихачов (Зп)      | 11 лютого 1995  | Київ          |

| Час      | Атлетка                   | Дата           | Місто     |
| -------- | ------------------------- | -------------- | --------- |
| 7,07 NIR | Жанна Тарнопольська (Квм) | 11 лютого 1993 | Мадрид    |
| 7,07 NIR | Анжела Кравченко (Днц)    | 2 лютого 2002  | Ерфурт    |
| 7,09     | Жанна Тарнопольська (Квм) | 11 лютого 1993 | Мадрид    |
| 7,09     | Анжела Кравченко (Днц)    | 2 лютого 2002  | Ерфурт    |
| 7,09     | Анжела Кравченко (Днц)    | 4 лютого 2001  | Штутгарт  |
| 7,10     | Марія Рємєнь (Зп)         | 3 березня 2013 | Гетеборг  |
| 7,10     | Марія Рємєнь (Зп)         | 3 березня 2013 | Гетеборг  |
| 7,10     | Олеся Повх (Зп)           | 5 березня 2017 | Белград   |
| 7,11     | Ірина Пуха (Квм)          | 11 лютого 1995 | Київ      |
| 7,11     | Ірина Пуха (Квм)          | 27 лютого 2000 | Гент      |
| 7,11     | Олеся Повх (Зп)           | 8 березня 2015 | Прага     |
| 7,14     | Наталія Герман (Хрк)      | 20 лютого 1988 | Москва    |
| 7,15     | Ірина Слюсар (Днп)        | 18 січня 1992  | Київ      |
| 7,15     | Тетяна Ткаліч (Хрк)       | 29 січня 2004  | Запоріжжя |
| 7,16     | Людмила Антонова (Днц)    | 18 січня 1992  | Київ      |
| 7,16     | Ірина Кожемякіна (Хрк)    | 29 січня 2004  | Запоріжжя |

## Вищі світові досягнення на відкритому повітрі
- Станом на 16 березня 2018
- ІААФ не фіксує рекорди світу на дистанції 60 метрів, показані на відкритому повітрі.
- Вказані найкращі, відомі статистиці, результати, показані як в бігу на 60 метрів, так і ті, що були зафіксовані на позначці 60 метрів під час забігу на 100 метрів (+).

| Час   | Вітер   | Атлет             | Дата           | Місто  |
| ----- | ------- | ----------------- | -------------- | ------ |
| 6,31+ | 0,9 м/с | Усейн Болт (JAM)  | 16 серпня 2009 | Берлін |
| 6,48  | 0,3 м/с | Кім Коллінс (SKN) | 26 липня 2014  | Хеб    |

| Час   | Вітер    | Атлет               | Дата           | Місто    |
| ----- | -------- | ------------------- | -------------- | -------- |
| 6,85+ | -0,1 м/с | Меріон Джонс (USA)  | 22 серпня 1999 | Севілья  |
| 7,02  | 1,7 м/с  | Елейн Томпсон (JAM) | 28 січня 2017  | Кінгстон |

## Призери змагань

### Літні Олімпійські ігри
| Ігри           | Золото                | Срібло                 | Бронза            |
| -------------- | --------------------- | ---------------------- | ----------------- |
| 1900 Париж     | Елвін Кренцлейн (USA) | Волтер Тьюксбері (USA) | Стен Роулі (AUS)  |
| 1904 Сент-Луїс | Арчі Ган (USA)        | Вільям Хогенсон (USA)  | Фей Маултон (USA) |

### Чемпіонати світу в приміщенні
| Чемпіонат         | Золото                   | Срібло                                | Бронза                     |
| ----------------- | ------------------------ | ------------------------------------- | -------------------------- |
| 1985 Париж        | Бен Джонсон (CAN)        | Сем Гредді (USA)                      | Рональд Дерюель (BEL)      |
| 1987 Індіанаполіс | Лі Макрей (USA)          | Марк Візерспун (USA)                  | П'єрфранческо Павоні (ITA) |
| 1989 Будапешт     | Андрес Сімон (CUB)       | Джон Майлс-Міллс (GHA)                | П'єрфранческо Павоні (ITA) |
| 1991 Севілья      | Андре Кейсон (USA)       | Лінфорд Крісті (GBR)                  | Чіді Імо (NGR)             |
| 1993 Торонто      | Бруні Сурін (CAN)        | Френкі Фредерікс (NAM)                | Талал Мансур (QAT)         |
| 1995 Барселона    | Бруні Сурін (CAN)        | Даррен Брейтвейт (GBR)                | Роберт Есмі (CAN)          |
| 1997 Париж        | Харалабос Пападіас (GRE) | Майкл Грін (JAM)                      | Девідсон Езінва (NGR)      |
| 1999 Маебасі      | Моріс Грін (USA)         | Тім Харден (USA)                      | Джейсон Гарднер (GBR)      |
| 2001 Лісабон      | Тім Харден (USA)         | Тім Монтгомері (USA)                  | Марк Льюїс-Френсіс (GBR)   |
| 2003 Бірмінгем    | Джастін Гетлін (USA)     | Кім Коллінс (SKN)                     | Джейсон Гарденер (GBR)     |
| 2004 Будапешт     | Джейсон Гарденер (GBR)   | Шон Кроуфорд (USA)                    | Георгіос Теодорідіс (GRE)  |
| 2006 Москва       | Леонард Скотт (USA)      | Андрій Єпішин (RUS)                   | Терренс Треммелл (USA)     |
| 2008 Валенсія     | Олусоджи Фасуба (NGR)    | Кім Коллінс (SKN) Двейн Чамберс (GBR) | не вручалась               |
| 2010 Доха         | Двейн Чамберс (GBR)      | Майк Роджерс (USA)                    | Даніель Бейлі (ATG)        |
| 2012 Стамбул      | Джастін Гетлін (USA)     | Неста Картер (JAM)                    | Двейн Чамберс (GBR)        |
| 2014 Сопот        | Річард Кілті (GBR)       | Марвін Брейсі (USA)                   | Фемі Огуноде (QAT)         |
| 2016 Портленд     | Трейвон Бромелл (USA)    | Асафа Павелл (JAM)                    | Рамон Гіттенс (BAR)        |
| 2018 Бірмінгем    | Крістіан Коулмен (USA)   | Су Бінтянь (CHN)                      | Ронні Бейкер (USA)         |

| Чемпіонат         | Золото                        | Срібло                 | Бронза                    |
| ----------------- | ----------------------------- | ---------------------- | ------------------------- |
| 1985 Париж        | Зільке Гладіш (GDR)           | Хізер Оукс (GBR)       | Крістель Булто (FRA)      |
| 1987 Індіанаполіс | Неллі Фіре-Куман (NED)        | Анелія Нунева (BUL)    | Анджела Бейлі (CAN)       |
| 1989 Будапешт     | Неллі Фіре-Куман (NED)        | Гвен Торренс (USA)     | Мерлін Отті (JAM)         |
| 1991 Севілья      | Ірина Сергеєва (URS)          | Мерлін Отті (JAM)      | Лільяна Аллен (CUB)       |
| 1993 Торонто      | Ґейл Діверс (USA)             | Ірина Привалова (RUS)  | Жанна Тарнопольська (UKR) |
| 1995 Барселона    | Мерлін Отті (JAM)             | Мелані Пашке (GER)     | Карлетт Гьюдрі (USA)      |
| 1997 Париж        | Ґейл Діверс (USA)             | Чандра Стурруп (BAH)   | Фредерік Банг (FRA)       |
| 1999 Маебасі      | Екатерині Тану (GRE)          | Ґейл Діверс (USA)      | Філомена Менса (CAN)      |
| 2001 Лісабон      | Чандра Стурруп (BAH)          | Анджела Вільямс (USA)  | Крісті Гейнс (USA)        |
| 2003 Бірмінгем    | Анджела Вільямс (USA)         | Торрі Едвардс (USA)    | Мерлін Отті (SLO)         |
| 2004 Будапешт     | Ґейл Діверс (USA)             | Кім Геварт (BEL)       | Юлія Нестеренко (BLR)     |
| 2006 Москва       | Меліса Барбер (USA)           | Лорін Вільямс (USA)    | Кім Геварт (BEL)          |
| 2008 Валенсія     | Анджела Вільямс (USA)         | Джанетт Квакьє (GBR)   | Таїша Харріган (IVB)      |
| 2010 Доха         | Вероніка Кемпбелл-Браун (JAM) | Кармеліта Джетер (USA) | Рудді Занг Мілама (GAB)   |
| 2012 Стамбул      | Вероніка Кемпбелл-Браун (JAM) | Мюріель Ауре (CIV)     | Тіанна Медісон (USA)      |
| 2014 Сопот        | Шеллі-Енн Фрейзер-Прайс (JAM) | Мюріель Ауре (CIV)     | Тіанна Бартолетта (USA)   |
| 2016 Портленд     | Барбара П'єр (USA)            | Дафне Схіперс (NED)    | Елейн Томпсон (JAM)       |
| 2018 Бірмінгем    | Мюріель Ауре (CIV)            | Марі-Жозе Та Лу (CIV)  | Муджинга Камбунджі (SUI)  |

### Чемпіонати Європи в приміщенні
На чемпіонатах Європи в приміщенні 1972 та 1981 років програма змагань включала дистанцію 50 метрів замість бігу на 60 метрів.